# 孔戣
孔戣（752年—824年2月4日），字君严，唐朝冀州人，孔子三十八代孙，東光令孔務本的曾孙，海州司戶參軍孔如珪的孙子，著作佐郎孔岑父的儿子，孔巢父的侄子，孔戡的弟弟、孔戢的哥哥。
孔戣登进士第，郑滑节度使卢群辟为从事。卢群死后，孔戣权掌留务。入朝为侍御史，转任尚书郎。元和初年，改谏议大夫，有谏臣之体。元和六年（811年）十月，孔戣为匭使，参奏太子通事舍人李涉与宦官交结，贬李涉为陕州司仓。十月丙戌，孔戣兼太子侍读，改给事中。升为吏部侍郎，转尚书左丞。元和九年（814年）六月廿一，出为华州刺史、潼关防御、镇国军等使。后来入朝为大理卿，改国子祭酒。元和十二年（817年）七月，以国子祭酒孔戣为广州刺史、兼御史大夫、岭南节度使。唐穆宗即位，元和十五年（820年）九月廿九，召为吏部侍郎，改右散骑常侍。长庆二年（822年），转尚书左丞。以礼部尚书致仕，长庆四年（824年）正月初一，礼部尚书致仕孔戣去世。时年七十三岁。赠兵部尚书，谥贞。

## 子孙
- 孔溫質
  - 孔絢，字延休
  - 孔綸，字昌言
  - 孔纁，字徵夫
- 孔溫孺
  - 孔緯，字化文
    - 孔昌弼，字佐化

  - 孔絳，字受文
  - 孔緘
    - 孔昌廣
- 孔溫憲
- 孔溫裕，京兆尹、天平军节度使
  - 孔紓，字特卿
  - 孔續，字胤脩